# Arnošt Lustig
Arnošt Lustig (pronunție în cehă [ˈarnoʃt ˈlustɪk]; n. 21 decembrie 1926, Praga, Cehoslovacia – d. 26 februarie 2011, Praga, Cehia) a fost un renumit autor evreu ceh de romane, nuvele, piese de teatru și scenarii de film ale cărui lucrări se referă adesea la Holocaust.

## Viața și activitatea
Lustig s-a născut în Praga într-o familie evreiască. Deși era doar un copil în timpul celui de-al Doilea Război Mondial, a fost trimis în 1942 în lagărul de concentrare Theresienstadt, de unde ulterior a fost transportat la Auschwitz, apoi la Buchenwald. În 1945, el a evadat din trenul care-l transporta spre lagărul de concentrare Dachau atunci când motorul locomotivei a fost distrus de un bombardier american. S-a întors la Praga și a luat parte la insurecția antinazistă din mai 1945.
După război, a studiat jurnalismul la Universitatea Carolină din Praga și apoi a lucrat mai mulți ani la Radio Praga. Lucra ca jurnalist în Israel în timpul Războiului de Independență, atunci când a întâlnit-o pe viitoarea sa soție, care era, la momentul respectiv, voluntară în cadrul Haganah. El a fost unul dintre principalii critici ai regimului comunist, în iunie 1967, la cea de-a patra Conferință a Scriitorilor, și a renunțat la calitatea de membru al Partidului Comunist după Războiul din Orientul Mijlociu din același an, în semn de protest față de ruperea relațiilor Cehoslovaciei cu Israelul. Cu toate acestea, ca urmare a invaziei conduse de sovietici în 1968 care a pus capăt politicii reformatoare cunoscute sub denumirea de Primăvara de la Praga, el a părăsit țara, mai întâi în Iugoslavia, apoi în Israel și, mai târziu, în 1970 în Statele Unite ale Americii. A petrecut anul universitar 1970-1971 ca cercetător al International Writing Program la Universitatea din Iowa. După destrămarea regimurilor comuniste din Europa de Est în 1989, și-a împărțit timpul între Praga și Washington, D.C., unde a continuat să predea la American University. După retragerea sa de la American University în 2003, a locuit doar Praga. I s-a oferit un apartament în Cetatea din Praga de către președintele Václav Havel și a fost onorat pentru contribuția sa la cultura cehă în 2006, cu prilejul împlinirii a 80 de ani de viață. Lustig a fost cel de-al optulea laureat al Premiului Franz Kafka (2008) și al treilea laureat al Premiului Karel Čapek (1996).
Lustig a fost căsătorit cu Věra Weislitzová (1927), fiica unui producator de mobilier din Ostrava, care a fost, de asemenea, deținută în lagărul de concentrare Terezín. Spre deosebire de părinții ei, ea nu a fost deportată la Auschwitz. Ea a scris despre soarta familiei ei în timpul Holocaustului în colecția de poezii intitulată Daughter of Olga and Leo. Cei doi soți au avut doi copii, Josef (1951) și Eva (1956).
Lustig a murit la vârsta de 84 de ani la Praga, în data de 26 februarie 2011, după ce a suferit în ultimii cinci ani de limfomul Hodgkin.
Cele mai renumite cărți ale sale sunt Rugă pentru Katerina Horovitzova (publicată și nominalizată pentru un Premiu Național în 1974), Dita Saxová (1962, tradusă în 1979 ca Dita Saxova), Noapte și speranță (1957, tradusă în 1985) și Minunații ochi verzi (2004). Dita Saxová și Noapte și speranță au fost ecranizate în Cehoslovacia.